# El sermón y las obras del Anticristo
El sermón y las obras del Anticristo, en italiano La predicazione dell'Anticristo, es un fresco obra del pintor renacentista italiano Luca Signorelli. Es una de las escenas de la que está considerada su obra maestra absoluta, el ciclo de frescos con temas apocalípticos que decoran la capilla de san Bricio (Cappella di San Brizio) en la catedral de Orvieto (1499-1504). Miguel Ángel se inspiró para su Juicio Final en la observación de los frescos de Signorelli en Orvieto.
En esta escena se representa al Anticristo predicando de una manera análoga a como se solían representar los sermones de Cristo. Pero se aprecia que es el diablo quien le dice al oído lo que tiene que contar. En vez de rayos de luz dorada, son de color rojo sangre en el punto donde el arcángel san Miguel se dirige hacia la Tierra para luchar contra el Anticristo.
Esta escena es particularmente interesante por los dos caballeros vestidos de oscuro que están en la esquina inferior izquierda, al parecer un autorretrato en el hombre rubio que mira al frente, mientras que el hombre a su derecha podría ser Fra Angélico.

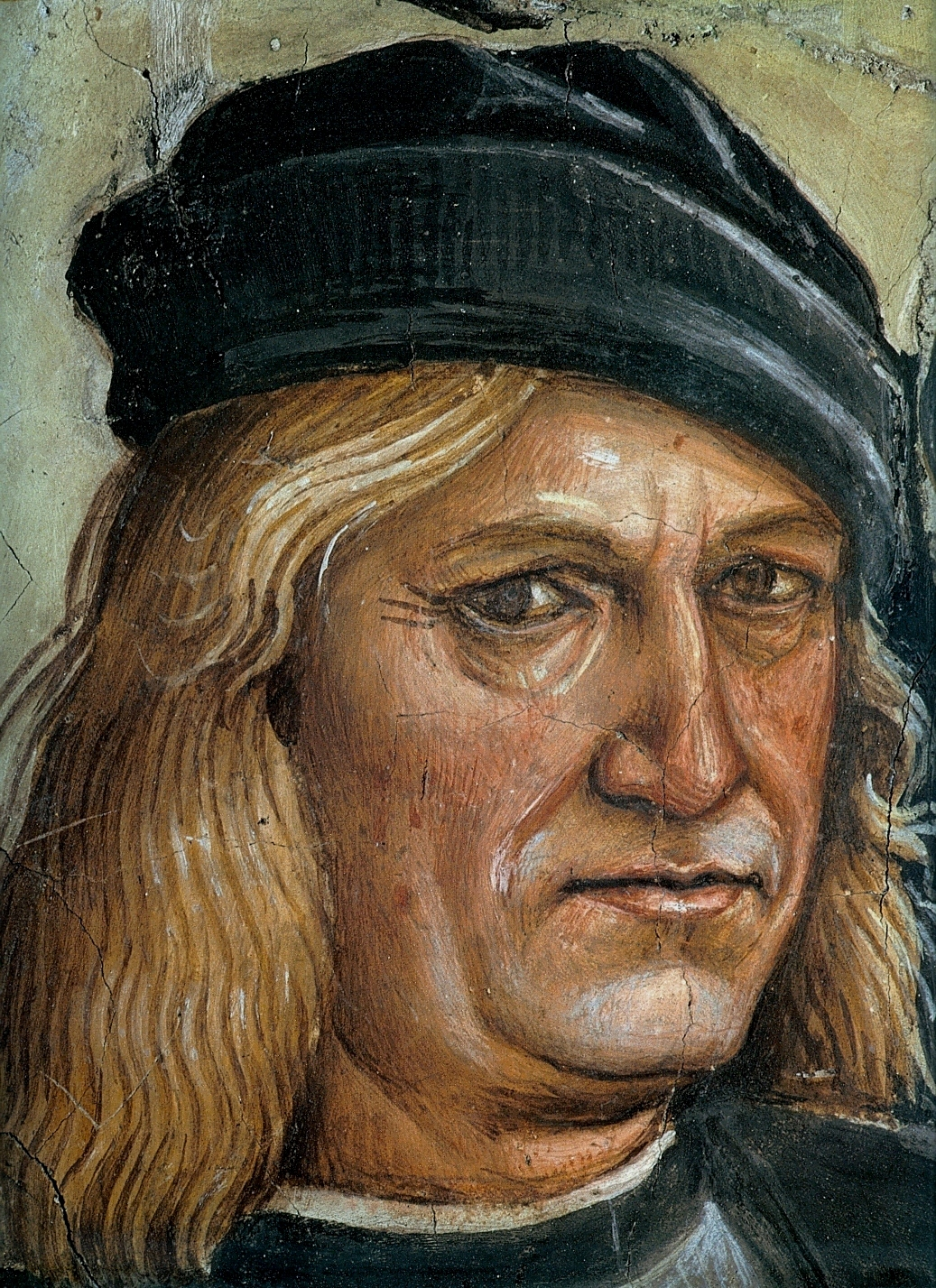
Autorretrato de Luca Signorelli, detalle de esta escena.